# Barras (kommun)
Barras är en kommun i Brasilien.   Den ligger i delstaten Piauí, i den östra delen av landet, 1 400 km norr om huvudstaden Brasília. Antalet invånare är 44 850.
Följande samhällen finns i Barras:
- Barras

Omgivningarna runt Barras är huvudsakligen savann. Runt Barras är det glesbefolkat, med 16 invånare per kvadratkilometer.